# Louis-Pierre Henriquel-Dupont

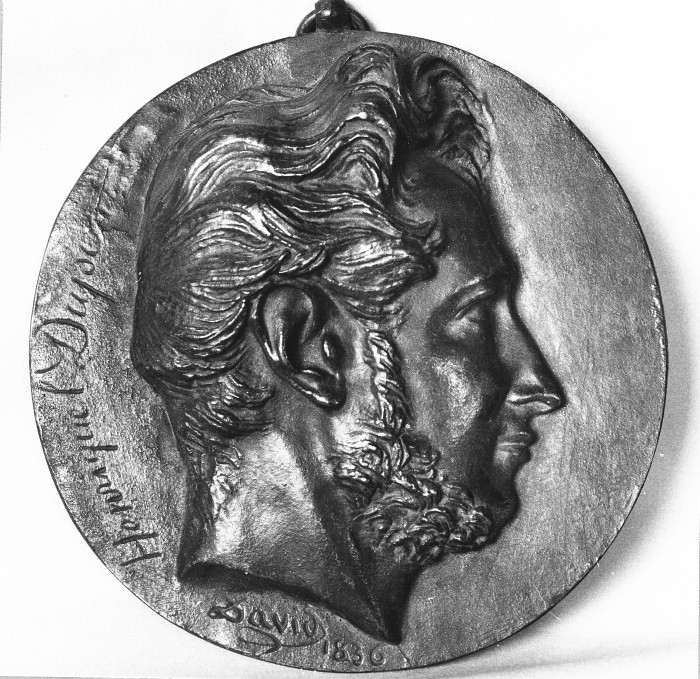
Louis-Pierre Henriquel-Dupont.

Louis-Pierre Henriquel-Dupont, född den 13 juni 1797 i Paris, död där den 20 januari 1892, var en fransk kopparstickare. 
Henriquel-Dupont studerade måleri under Guérin, men övergick till kopparstickarkonsten, som han studerade under Bervic. År 1822 utställde han sitt första stick, Porträtt av en ung kvinna med sitt barn, efter van Dyck, och erhöll medalj. Han ägnade sig sedan under sitt långa liv huvudsakligen åt framställning av den franska konstens bästa verk. 
Av hans många mästerliga gravyrer kan nämnas flera av Delaroches kompositioner, framför allt L’hémicycle i École des beaux-arts; vidare arbeten av Ary Scheffer, Ingres samt Hersents numera blott i Henriquel-Duponts gravyr existerande tavla Gustav Vasa tar avsked av Sveriges ständer (ett exemplar finns i Nationalmuseum). 